# Negative Approach
Negative Approach és una banda estatunidenca de hardcore punk, formada a Detroit el 1981. El grup es va separar el 1984, amb el cantant John Brannon formant bandes com Laughing Hyenas i Easy Action. Des del 2006, Negative Approach toca en directe esporàdicament amb una nova formació.

## Història
Negative Approach es va basar en les icones protopunk de Detroit, The Stooges. També va ser influenciada per grups anglesos de hardcore i oi! com Discharge, The Blitz, 4-Skins o Sham 69. Encara que des del principi, el seu so i la seva actitud sobre l'escenari van ser més agressius i brutals que els de les seves influències, destacant per un hardcore salvatge i nihilista, que emanava frustració, pessimisme i ràbia. Això es va personificar en el vocalista John Brannon, un jove intimidant i intens amb el cap afaitat, mirada penetrant i actitud bel·ligerant. El seu estil vocal i presència a l'escenari van fer escola.
Són considerats entre els pioners del hardcore punk a la regió de l'Oest Mitjà. Com la majoria dels seus contemporanis, Negative Approach va ser poc coneguda fora de la seva ciutat natal. Actualment és valorada per la subcultura punk en general i considerada una banda de la vella escola de culte.

## Discografia

### Àlbums
- Tied Down (1983, Touch and Go)

### EP i demos
- 1st Demo (maig de 1981)
- Lost Cause Demo (agost de 1981)
- EP Demo First Version (1981–1982)
- Negative Approach 7"/CD EP (1982, Touch and Go)
- Tied Down Demo (juny de 1983) – també Rice City Demo
- Friends of No One 7"/CD EP (2010, Taang!) – gravat el 1994

### Recopilatoris
- Total Recall (1992, Touch and Go)
- Ready to Fight: Demos, Live and Unreleased 1981-83 (2005, Reptilian)
- Nothing Will Stand in Our Way (2011, Taang!)